# Гамильтонстёваре
Гамильтонстёваре, или гончая Гамильтона (швед. hamiltonstövare), — охотничья порода гончих собак, выведенная в Швеции в XIX веке. Это очень выносливая собака, обладающая отличным зрением и обонянием. Их основная специализация — охота на лисицу и зайца. Представители данной породы предпочитают охотиться самостоятельно, их редко используют для охоты в своре. Обнаружив подранка, собака даёт знать об этом охотнику при помощи заливистого лая. Очень популярны на родине. Однако благодаря тому, что это очень преданная собака с послушным характером, весьма простым уходом и малой привередливостью, её часто приобретают как компаньона, сторожа детей или домашнего питомца. Особую популярность порода стала завоёвывать лишь после XX века, когда её представители всё чаще стали появляться на выставках.

## История породы
В конце XIX века шведский граф А. П. Гамильтон (1852—1910), известный своей любовью к собакам и глубокими познаниями в кинологии, решил вывести новую породу охотничьех собак, которая обладала бы достаточной выносливостью, чтобы охотиться в заснеженных скандинавских лесах, хорошим чутьём, немалой физической силой и была бы смелой и агрессивной по отношению к зверю. Главными критериями выведения были ум, самостоятельность, достаточная ловкость, послушание, неприхотливость, добрый нрав и хорошая выносливость. А. Гамильтон решил подойти к выведению основательно и перед началом работы очень внимательно изучал качества почти всех существовавших тогда гончих. В основу породы легли такие собаки, как английский фоксхаунд, ганноверская гончая, гольштейнская гончая, бигль, а также многие другие породы. Спустя несколько лет Адольфу Патрику Гамильтону удалось добиться своих идеалов. Уже в 1886 году собака впервые была выставлена на всеобщее обозрение и сразу завоевала популярность у себя на родине — в Швеции. Изначально порода получила название «шведская гончая», однако в 1921 году была переименована в честь создателя. А уже в 1968 году первые собаки этой породы были доставлены в Великобританию, где тоже стали медленно, но верно завоёвывать почёт и известность. С 1981 года порода стала также обретать популярность в Германии, а ближе к концу 1980-х стала по популярности близкой к курцхаару. Одна из самых популярных пород в Швеции. С конца 1960-х годов гончая Гамильтона стала необычайно популярна в Великобритании. Сегодня этих собак часто заводят в Германии, а ещё в Новой Зеландии и Австралии, куда они попали только в конце 1990-х годов. Но для многих других стран, в том числе России, эти собаки всё ещё малоизвестны.

## Внешний вид
Гончая Гамильтона это изящная, гармоничная и эффектная собака. Красивая, с отлично развитой мускулатурой и гордым профилем. Голова длинная, тонких и чётких линий, сухая. Теменная часть слегка выпуклая, средней ширины. Переход ото лба к морде заметен. Мочка носа хорошо развита. Морда длинная, прямоугольная, сухая. Мочка носа довольно крупная, чёрная, широкие ноздри. Уши треугольные, висячие, высоко поставлены и чуть приподняты на хрящах. Хвост саблевидной формы, высоко посажен, практически продолжает линию спины, в опущенном состоянии достает до скакательных суставов, толстый у основания постепенно суживается к концу. Шерсть короткая, жёсткая, густая и прилегающая. Зимой шёрстный покров становится значительно гуще и более прилегающим. Туловище крепкое, гармоничное, мускулистое. Корпус растянутый, шея длинная и мускулистая. Спина крепкая прямая, поясница мощная, круп широкий крепкий мускулистый. Конечности крепкие, мускулисто-жилистые и костистые. У собаки трёхцветный окрас. Верхняя и боковая часть шеи, спина, бока, верхняя сторона хвоста — чёрные. Большая часть головы, щёки, конечности, нижняя часть боков и хвоста — рыже-бурые. Передняя часть морды и лба, нижняя часть шеи и грудь, а также нижние части конечностей и конец хвоста — белоснежные. Глаза карие, либо тёмно-карие. Светло-коричневый цвет глаз допустим, но нежелателен.

## Темперамент
Собаки этой породы очень преданны, ласковы и доброжелательны. Жизнелюбивые, жизнерадостные гамильтонстёваре очень послушны и легко поддаются дрессировке. Эти собаки просто обожают внимание хозяина, для них весьма важно видеть, чувствовать, понимать и ощущать, что их любят и ценят. Гончая Гамильтона успешно справляется с ролью домашнего любимца. К посторонним людям абсолютно не агрессивны, поэтому из них не получится серьёзной сторожевой собаки, однако в случае необходимости собака, не мешкая и сломя голову, бросится на защиту своего хозяина, семьи и даже близкого друга этой семьи. Собака терпима к детям и может стать им другом. В крайней ситуации эта собака прямо без хозяина способна защитить ребёнка, при этом никакой необоснованной агрессии к людям порода не проявляет. Также им свойственно биться с врагом до последнего, что, к сожалению, может кончиться гибелью собаки от недоброжелателя. Важно отметить, что у гамильтонстёваре очень сильный охотничий инстинкт, и если в лесах это замечательно, то в городе может вызвать свои трудности. Ведь мало что сможет остановить собаку, если она взяла след, также это объяснение её большой самостоятельности. На охоте собака «преображается», в работе это самостоятельный, смелый и самоотверженный охотник, который выкладывается на работе по полной, показывая почти всё, на что способен. В домашних же условиях спокойна и уравновешена, но может быть достаточно шумной и говорливой собакой. Очень чувствительна к людям и обидчива, но не злопамятна, почти все обиды быстро прощаются. Также эти изобретательные и харизматичные гончие не признают насилия, и жёсткие меры воспитания принесут меньше плодов, нежели воспитание, основанное на доброте и взаимопонимании.
Неплохо уживается как с детьми, так и с другими животными. Для спокойной жизни с другим животным важно помнить про раннюю адаптацию и социализацию. В отношении с другими собаками игрива и флегматична, как правило не лезет в драку, но если гамильтонстёваре довести до агрессии, то уже кровопролитных стычек не миновать. К дикому зверю очень азартна, свирепа, яростна, агрессивна и неутомима. Из-за буйной азартности, которой может похвастаться не каждая гончая, даже городской и изнеженный представитель породы может сорваться с места в поисках зверя.

## Использование
В основном используется по прямому назначению охотничьей собаки. Также часто выступает в роли собаки-компаньона, благодаря характеру и неприхотливости весьма успешно справляется с этой задачей. Были попытки использовать в роли служебной собаки. Однако доброжелательность к людям, ласковость, непризнание собакой жёсткого обращения и насилия сделали все эти попытки безуспешными. В служебно-караульном плане фактически непригодна, а редкие экземпляры являются лишь исключением собак со сломленной и испорченной курсами психикой. Относительно пригодны в роли собак помощников, главная проблема использования как помощника — роль собаки-поводыря, из-за охотничьего инстинкта собака может просто вопреки воли хозяина пойти по своему усмотрению. Также отлично подходит для многих собачьих состязаний, таких, как аджилити, фрисби и др.

## Здоровье
В целом собака очень здоровая, с хорошим иммунитетом, и в отличие от большинства собратьев не имеет как таковых предрасположенностей к тем или иным болезням. Но известны случаи дисплазии тазобедренного сустава. Также замечены редкие случаи эпилепсии. При неправильном уходе и забрасывании физических нагрузок маловероятна, но возможна атрофия, а при перекармливании — ожирение. При получении необходимого минимума физических нагрузок и соблюдения нормы питания практически не будет проблем со здоровьем.

## Содержание и уход
Очень нетребовательные и неприхотливые ни в еде, ни в уходе. Шёрстный покров этой собаки в зимнее время года становится более густым и плотным, что позволяет ей работать даже в сильные морозы. Он позволяет адаптироваться к почти любому, даже суровому, климату. Густая и короткая шерсть требует минимального ухода. Редкая чистка щёткой и протирание влажной тряпкой вполне подойдут для поддержания чистоты. Моют этих гончих только по мере необходимости, единственное, что требует внимания, это физические нагрузки. При содержании в городе требует чуть выше, чем средней, физической нагрузки, необходимо это для поддержания тонуса, мышц и здоровья суставов. Желательны регулярные и частые прогулки как с умственной, так и с физической работой. Очень полезно хотя бы раз в неделю выезжать с ней за город, давая от души побегать и насладиться жизнью. Если собаке не давать необходимые физические нагрузки, она может стать дряблой, беспокойной и ленивой. Следует помнить, что это короткошёрстная собака, и стараться избегать намокания шерсти при низких температурах, от подобного собака может перемёрзнуть. Также эти животные склонны к прожорливости и полноте, так что лучше их не перекармливать. Эта гончая любит выпрашивать вкусности, включать актёра, прикидываясь, что безумно голодна и несчастна. Все это делается ради внимания хозяина — чем больше участия, тем лучше — вот чем руководствуется собака этой породы, когда находится в окружении близких ей людей. Собака любит понежиться, получить сотую за день порцию ласки, и обязательно добиться вкусностей. Так что владельцу надо будет помнить, что всё попрошайничество только ради внимания, а не от голода, что нужно лишний раз лучше подумать, прежде чем дать лакомый кусочек, лишь бы отвязалась. В остальном собака не доставляет никаких хлопот.